# Rompedora de cadenas
«Rompedora de cadenas» es el tercer episodio de la cuarta temporada de la serie televisiva de HBO, Juego de tronos. El episodio fue dirigido por Alex Graves y fue emitido el 20 de abril de 2014.
El argumento gira en torno al asesinato del rey Joffrey Baratheon en su banquete nupcial. Tyrion Lannister es encarcelado y será juzgado acusado de instigar su asesinato. Mientras todo esto sucede, Daenerys Targaryen llega a las puertas de Meereen. Al norte, en el Muro se preparan para la inminente llegada de los salvajes.
El episodio recibió críticas positivas, aunque una escena en la que el personaje de Jaime Lannister practica sexo con su hermana Cersei fue considerada violación y generó una fuerte controversia.

## Argumento

### En Desembarco del Rey
Tyrion Lannister (Peter Dinklage) es arrestado tras el envenenamiento del rey Joffrey (Jack Gleeson). Mientras tanto, Sansa (Sophie Turner) escapa de Desembarco del Rey con la ayuda de Dontos Hollard (Tony Way). Dontos la guía hasta un barco atracado a las afueras de la ciudad donde aguarda Petyr Baelish (Aiden Gillen). Lord Baelish ordena matar a Dontos temiendo que pudiera divulgar la huida de Sansa en una de sus borracheras, y le muestra que todo lo que le dijo Dontos hasta ahora lo hizo porque estaba a su servicio.
Margaery Tyrell (Natalie Dormer) conversa con su abuela, Lady Olenna (Diana Rigg), sobre la muerte de Joffrey. Este es velado en el Gran Septo de Baelor por su madre, su abuelo y su hermano, el nuevo rey Tommen Baratheon (Dean-Charles Chapman). Lord Tywin y Tommen discuten sobre cómo debería ser un buen rey, a la vez que Tywin afirma que Joffrey no era un buen rey. Después de que Tywin y Tommen se marchen, llega Jaime (Nikolaj Coster-Waldau) intentando consolar a Cersei; Jaime comienza a forzar a Cersei, practicando sexo delante del cadáver de Joffrey.
Lord Tywin Lannister (Charles Dance) se reúne con el príncipe Oberyn (Pedro Pascal) en el burdel de Meñique. Oberyn, un experto en venenos y que profesa un abierto odio por la Casa Lannister, es un sospechoso para Lord Tywin; sin embargo, Tywin le propone a Oberyn que sea uno de los jueces en el juicio contra Tyrion y a cambio concertará un encuentro con Ser Gregor Clegane (a quien Oberyn culpa de asesinar a su hermana Elia y a sus hijos) y le otorgará un asiento en el Consejo Privado.
Tyrion recibe la visita de su escudero Podrick (Daniel Portman) en prisión. Tyrion no queda satisfecho ante la perspectiva de que su padre, Mace Tyrell y el príncipe Oberyn sean sus jueces. También se da cuenta de que no cuenta con testigos que declaren su favor, ni siquiera su propio hermano Jaime. Podrick le cuenta que un señor que desconoce le hizo chantaje para que testificara en contra de Tyrion, por lo que este le ordena abandonar la ciudad para no exponerse a ningún peligro, además de darle las gracias por sus servicios y su fidelidad.

### En las Tierras de los Ríos
Arya Stark (Maisie Williams) y Sandor Clegane (Rory McCann) continúan con su viaje. Aún se hallan lejos del Valle de Arryn cuando se encuentran a un campesino y a su joven hija. Este los invita a su hogar y les da comida y cobijo por un día. El campesino le ofrece a Sandor que trabaje para él, pero en su lugar, el Perro decide robarle el oro al campesino, afirmando que estará muerto en invierno.

### En el Muro
Samwell Tarly (John Bradley-West) está preocupado por la situación de Elí (Hannah Murray). La mayoría de los hermanos de la Guardia desconfían de ella por ser una salvaje, y otros podrían violarla en cualquier momento, así que Samwell quiere llevarla a Villa Topo, donde cree que estará a salvo. Sam y Elí llegan a Villa Topo donde ella queda en el burdel; Elí no está contenta y cree que Sam busca deshacerse de ella.
Ante la inminente llegada de los salvajes, algunos miembros de la Guardia quieren plantarles batalla, pero Ser Alliser Thorne (Owen Teale) afirma que eso es justo lo que ellos quieren. En ese momento llegan los supervivientes del Motín de Craster, afirmando que un desertor llamado Karl Tanner se ha hecho con el mando del Torreón de Craster. Jon Nieve (Kit Harington) cree que la Guardia debe ir a por ellos, pues los desertores saben lo débil que es la Guardia y podrían revelárselo a Mance Rayder.

### En Rocadragón
Stannis Baratheon (Stephen Dillane) y Davos Seaworth (Liam Cunningham) reciben noticias de la muerte de Joffrey. Davos cree que deberían contratar mercenarios para su causa, en vista de que no cuentan con el apoyo suficiente de otras Casas. Stannis no se muestra muy dispuesto, pero aunque lo estuviera, afirma que no poseen oro suficiente.
Davos acude a sus clases de lectura con la princesa Shireen Baratheon (Kerry Ingram). Leyendo una historia sobre los grandes piratas y mercenarios de Braavos, Seaworth le pide a la princesa que escriba un mensaje destinado a los dirigentes del Banco de Hierro de Braavos en nombre del propio Stannis.

### En el Norte
Los salvajes de Ygritte (Rose Leslie) y los thennitas atacan y saquean una aldea del sur del Muro. Al único que dejan con vida es a un muchacho llamado Olly (Brenock O'Connor), que envían al Castillo Negro para que informe a la Guardia de la Noche de su futura llegada.

### En Meereen
Daenerys Targaryen (Emilia Clarke) llega con su ejército a las puertas de Meereen. La ciudad no está dispuesta a rendirse y envía a un campeón para que se bata contra otro elegido por Daenerys. Muchos son los que se postulan, pero Daenerys decide que lo sea el mercenario Daario Naharis (Michiel Huisman). Daario derriba el caballo de su oponente con una daga y después elimina al campeón de un solo tajo.
Dispuesta a enviar un mensaje a las gentes de Meereen, Daenerys ordena a sus catapultas que arrojen cajas sobre la ciudad; en ellas hay los collares de los esclavos liberados en las demás ciudades de la Bahía de los Esclavos.

## Recepción

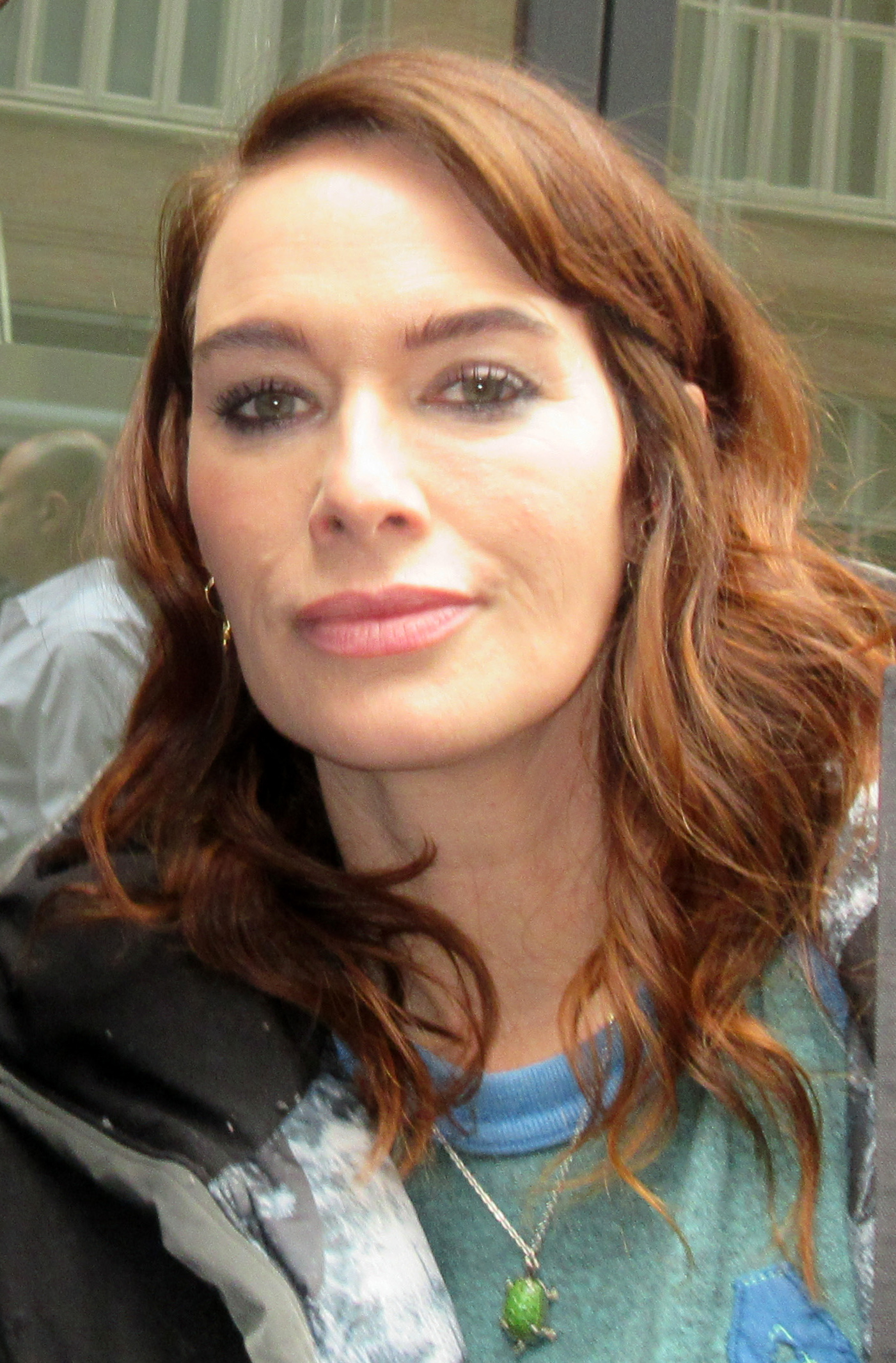
Lena Headey (Cersei Lannister)

El episodio fue visto por 6.6 millones de personas durante su estreno.
El episodio fue bien recibido por los críticos, con un 95% de 37 comentarios en Rotten Tomatoes. Matt Fowler, de IGN, escribió que el episodio trata "con las consecuencias directas de la muerte violenta del rey Joffrey, aunque también se siente como el más íntimo de los primeros tres episodios" y que "terminó con un momento grandioso de Daenerys".

### Controversia
El episodio trajo algunas críticas fuertes por la escena en la que Jaime Lannister se impone sobre Cersei durante el funeral de Joffrey. En el episodio, Cersei le dice a Jaime repetidamente "no", "espera" y "esto no está bien" mientras intenta alejarlo. Sin embargo, en la novela de origen, Cersei inicialmente rechaza a Jaime, pero cambia de opinión y le dice que sí, aunque algunos lectores lo interpretan como violación.
Alan Sepinwall de HitFix declaró que los espectadores interpretaron la escena como una violación: "Aunque no hay comentarios sobre estas críticas hasta el momento, los fanes en las redes sociales vieron a la escena como una violación, simple y llanamente. Los críticos, incluidos Erik Kain de Forbes, Sonia Saraiya de The A.V Club, Megan Gibson de Time, Amanda Marcotte de Slate y Alyssa Rosenberg de Washington Post, también vieron la escena como una violación.